# 일본의 경제산업대신
경제산업대신(일본어: 経済産業大臣 게이자이산교다이진[*])은 경제산업성의 장으로, 국무대신이다.

## 역할
- 통상 및 경제 정책을 담당한다.

## 역대 대신

### 농상무경
| 대수 | 이름                   | 임기                              | 비고      |
| ---- | ---------------------- | --------------------------------- | --------- |
| 초대 | 고노 도가마 (河野敏鎌) | 1881년 4월 7일~1881년 10월 20일   | 도사 번   |
| 2대  | 사이고 주도 (西郷従道) | 1881년 10월 20일~1885년 12월 21일 | 사쓰마 번 |

### 농상무대신
| 대수      | 이름                            | 내각                 | 내각                 | 임기                              | 소속 정당     | 비고          |
| --------- | ------------------------------- | -------------------- | -------------------- | --------------------------------- | ------------- | ------------- |
| 초대      | 다니 다테키 (谷干城)            | 제1차 이토 내각      | 제1차 이토 내각      | 1885년 12월 22일~1887년 7월 26일  |               |               |
| 2대       | 틀:히지카타 히사모토 (土方久元) | 제1차 이토 내각      | 제1차 이토 내각      | 1887년 7월 26일~1887년 9월 17일   |               |               |
| 3대       | 구로다 기요타카 (黒田清隆)      | 제1차 이토 내각      | 제1차 이토 내각      | 1887년 9월 17일~1888년 4월 30일   |               |               |
| 임시 겸임 | 에노모토 다케아키 (榎本武揚)    | 구로다 내각          | 구로다 내각          | 1888년 4월 30일~1888년 7월 25일   |               | 체신대신 겸임 |
| 4대       | 이노우에 가오루 (井上馨)        | 구로다 내각          | 구로다 내각          | 1888년 7월 25일~1889년 12월 23일  |               |               |
| 4대       | 이노우에 가오루 (井上馨)        | 산조 잠정 내각       | 산조 잠정 내각       | 1889년 10월 25일~1889년 12월 23일 |               |               |
| 5대       | 이와무라 미치토시 (岩村通俊)    | 제1차 야마가타 내각  | 제1차 야마가타 내각  | 1889년 12월 24일~1890년 5월 17일  |               |               |
| 6대       | 무쓰 무네미쓰 (陸奥宗光)        | 제1차 야마가타 내각  | 제1차 야마가타 내각  | 1890년 5월 17일~1891년 5월 6일    |               |               |
| 6대       | 무쓰 무네미쓰 (陸奥宗光)        | 제1차 마쓰카타 내각  | 제1차 마쓰카타 내각  | 1891년 5월 6일~1892년 3월 14일    |               |               |
| 7대       | 고노 도가마 (河野敏鎌)          | 제1차 마쓰카타 내각  | 제1차 마쓰카타 내각  | 1892년 3월 14일~1892년 7월 14일   |               | 사법대신 겸임 |
| 8대       | 사노 쓰네타미 (佐野常民)        | 제1차 마쓰카타 내각  | 제1차 마쓰카타 내각  | 1892년 7월 14일~1892년 8월 8일    |               |               |
| 9대       | 고토 쇼지로 (後藤象二郎)        | 제2차 이토 내각      | 제2차 이토 내각      | 1892년 8월 8일~1894년 1월 22일    |               |               |
| 10대      | 에노모토 다케아키 (榎本武揚)    | 제2차 이토 내각      | 제2차 이토 내각      | 1894년 1월 22일~1896년 9월 18일   |               |               |
| 10대      | 에노모토 다케아키 (榎本武揚)    | 제2차 마쓰카타 내각  | 제2차 마쓰카타 내각  | 1896년 9월 18일~1897년 3월 29일   |               |               |
| 11대      | 오쿠마 시게노부 (大隈重信)      | 제2차 마쓰카타 내각  | 제2차 마쓰카타 내각  | 1897년 3월 29일~1897년 11월 6일   |               | 외무대신 겸임 |
| 12대      | 야마다 노부미치 (山田信道)      | 제2차 마쓰카타 내각  | 제2차 마쓰카타 내각  | 1897년 11월 6일~1898년 1월 12일   |               |               |
| 13대      | 이토 미요지 (伊東巳代治)        | 제3차 이토 내각      | 제3차 이토 내각      | 1898년 1월 12일~1898년 4월 26일   |               |               |
| 14대      | 가네코 겐타로 (金子堅太郎)      | 제3차 이토 내각      | 제3차 이토 내각      | 1898년 4월 26일~1898년 6월 30일   |               |               |
| 15대      | 오이시 마사미 (大石正巳)        | 제1차 오쿠마 내각    | 제1차 오쿠마 내각    | 1898년 6월 30일~1898년 11월 8일   |               |               |
| 16대      | 소네 아라스케 (曾禰荒助)        | 제2차 야마가타 내각  | 제2차 야마가타 내각  | 1898년 11월 8일~1900년 10월 19일  |               |               |
| 17대      | 하야시 유조 (林有造)            | 제4차 이토 내각      | 제4차 이토 내각      | 1900년 10월 19일~1901년 6월 2일   |               |               |
| 18대      | 히라타 도스케 (平田東助)        | 제1차 가쓰라 내각    | 제1차 가쓰라 내각    | 1901년 6월 2일~1903년 7월 17일    |               |               |
| 19대      | 기요우라 게이고 (清浦奎吾)      | 제1차 가쓰라 내각    | 제1차 가쓰라 내각    | 1903년 7월 17일~1903년 9월 22일   |               | 사법대신 겸임 |
| 20대      | 기요우라 게이고 (清浦奎吾)      | 제1차 가쓰라 내각    | 제1차 가쓰라 내각    | 1903년 9월 22일~1906년 1월 7일    | 내무대신 겸임 |               |
| 21대      | 마쓰오카 야스코와 (松岡康毅)    | 제1차 사이온지 내각  | 제1차 사이온지 내각  | 1906년 1월 7일~1908년 7월 14일    |               |               |
| 22대      | 오우라 가네타케 (大浦兼武)      | 제2차 가쓰라 내각    | 제2차 가쓰라 내각    | 1908년 7월 14일~1911년 8월 30일   |               |               |
| 23대      | 마키노 노부아키 (牧野伸顕)      | 제2차 사이온지 내각  | 제2차 사이온지 내각  | 1911년 8월 30일~1912년 12월 21일  |               |               |
| 24대      | 나카쇼지 렌 (仲小路廉)          | 제3차 가쓰라 내각    | 제3차 가쓰라 내각    | 1912년 12월 21일~1913년 2월 20일  |               |               |
| 25대      | 야마모토 다쓰오 (山本達雄)      | 제1차 야마모토 내각  | 제1차 야마모토 내각  | 1913년 2월 20일~1914년 4월 16일   |               |               |
| 26대      | 오우라 가네타케 (大浦兼武)      | 제2차 오쿠마 내각    | 제2차 오쿠마 내각    | 1914년 4월 16일~1915년 1월 7일    |               |               |
| 27대      | 고노 히로나카 (河野広中)        | 제2차 오쿠마 내각    | 제2차 오쿠마 내각    | 1915년 1월 7일~1916년 10월 9일    |               |               |
| 28대      | 나카쇼지 렌 (仲小路廉)          | 데라우치 내각        | 데라우치 내각        | 1916년 10월 9일~1918년 9월 29일   |               |               |
| 29대      | 야마모토 타츠오 (山本達雄)      | 하라 내각            | 하라 내각            | 1918년 9월 29일~1922년 6월 12일   |               |               |
| 29대      | 야마모토 타츠오 (山本達雄)      | 다카하시 내각        | 다카하시 내각        | 1921년 11월 13일~1922년 6월 12일  |               |               |
| 30대      | 아라이 겐타로 (荒井賢太郎)      | 가토 도모사부로 내각 | 가토 도모사부로 내각 | 1922년 6월 12일~1923년 9월 2일    |               |               |
| 31대      | 덴 겐지로 (田健治郎)            | 제2차 야마모토 내각  | 제2차 야마모토 내각  | 1923년 9월 2일~1923년 12월 24일   |               | 사법대신 겸임 |
| 32대      | 오카노 게이지로 (岡野敬次郎)    | 제2차 야마모토 내각  | 제2차 야마모토 내각  | 1923년 12월 24일~1924년 1월 7일   |               | 문부대신 겸임 |
| 33대      | 마에다 도시사다 (前田利定)      | 기요우라 내각        | 기요우라 내각        | 1924년 1월 7일~1924년 6월 11일    |               |               |
| 34대      | 다카하시 고레키요 (高橋是清)    | 가토 다카아키 내각   | 가토 다카아키 내각   | 1924년 6월 11일~1925년 4월 1일    |               | 사법대신 겸임 |

### 상공대신
| 대수 | 이름                             | 내각                | 내각                | 임기                             | 소속 정당 | 비고              |
| ---- | -------------------------------- | ------------------- | ------------------- | -------------------------------- | --------- | ----------------- |
| 초대 | 다카하시 고레키요 (高橋是清)     | 가토 다카아키 내각  | 가토 다카아키 내각  | 1925년 4월 1일~1925년 4월 17일   |           | 농림대신 겸임     |
| 2대  | 노다 우타로 (野田卯太郎)         | 가토 다카아키 내각  | 가토 다카아키 내각  | 1925년 4월 17일~1925년 8월 2일   |           |                   |
| 3대  | 가타오카 나오하루 (片岡直温)     | 가토 다카아키 내각  | 가토 다카아키 내각  | 1925년 8월 2일~1926년 1월 30일   |           |                   |
| 3대  | 가타오카 나오하루 (片岡直温)     | 제1차 와카쓰키 내각 | 제1차 와카쓰키 내각 | 1926년 1월 30일~1926년 9월 14일  |           |                   |
| 4대  | 후지사와 이쿠노스케 (藤沢幾之輔) | 제1차 와카쓰키 내각 | 제1차 와카쓰키 내각 | 1926년 9월 14일~1927년 4월 20일  |           |                   |
| 5대  | 나카하시 도쿠고로 (中橋徳五郎)   | 다나카 기이치 내각  | 다나카 기이치 내각  | 1927년 4월 20일~1929년 7월 2일   |           |                   |
| 6대  | 다와라 마고이치 (俵孫一)         | 하마구치 내각       | 하마구치 내각       | 1929년 7월 2일~1931년 4월 14일   |           |                   |
| 7대  | 사쿠라우치 유키오 (櫻内幸雄)     | 제2차 와카쓰키 내각 | 제2차 와카쓰키 내각 | 1931년 4월 14일~1931년 12월 13일 |           |                   |
| 8대  | 마에다 요네조 (前田米蔵)         | 이누카이 내각       | 이누카이 내각       | 1931년 12월 13일~1932년 5월 26일 |           |                   |
| 9대  | 나카지마 구마키치 (中島久万吉)   | 사이토 내각         | 사이토 내각         | 1932년 5월 26일~1934년 2월 9일   |           |                   |
| 10대 | 마쓰모토 조지 (松本烝治)         | 사이토 내각         | 사이토 내각         | 1934년 2월 9일~1934년 7월 8일    |           |                   |
| 11대 | 마치다 주지 (町田忠治)           | 오카다 내각         | 오카다 내각         | 1934년 7월 8일~1936년 3월 9일    |           | 대장대신 겸임     |
| 12대 | 가와사키 다쿠키치 (川崎卓吉)     | 히로타 내각         | 히로타 내각         | 1936년 3월 9일~1936년 3월 27일   |           |                   |
| 13대 | 오가와 고타로 (小川郷太郎)       | 히로타 내각         | 히로타 내각         | 1936년 3월 28일~1937년 2월 2일   |           |                   |
| 14대 | 고도 다쿠오 (伍堂卓雄)           | 하야시 내각         | 하야시 내각         | 1937년 2월 2일~1937년 6월 4일    |           | 철도대신 겸임     |
| 15대 | 요시노 신지 (吉野信次)           | 제1차 고노에 내각   | 제1차 고노에 내각   | 1937년 6월 4일~1938년 5월 26일   |           |                   |
| 16대 | 이케다 시게아키 (池田成彬)       | 제1차 고노에 내각   | 제1차 고노에 내각   | 1938년 5월 26일~1939년 1월 5일   |           | 대장대신 겸임     |
| 17대 | 핫타 요시아키 (八田嘉明)         | 히라누마 내각       | 히라누마 내각       | 1939년 1월 5일~1939년 8월 30일   |           | 척무대신 겸임     |
| 18대 | 고도 다쿠오 (伍堂卓雄)           | 아베 노부유키 내각  | 아베 노부유키 내각  | 1939년 8월 30일~1939년 10월 16일 |           | 농림대신 겸임     |
| 19대 | 고도 다쿠오 (伍堂卓雄)           | 아베 노부유키 내각  | 아베 노부유키 내각  | 1939년 10월 16일~1940년 1월 16일 |           |                   |
| 20대 | 후지와라 긴지로 (藤原銀次郎)     | 요나이 내각         | 요나이 내각         | 1940년 1월 16일~1940년 7월 22일  |           |                   |
| 21대 | 고바야시 이치조 (小林一三)       | 제2차 고노에 내각   | 제2차 고노에 내각   | 1940년 7월 22일~1941년 4월 4일   |           |                   |
| 22대 | 도요다 데이지로 (豊田貞次郎)     | 제2차 고노에 내각   | 제2차 고노에 내각   | 1941년 4월 4일~1941년 7월 18일   |           |                   |
| 23대 | 사콘지 세이조 (左近司政三)       | 제3차 고노에 내각   | 제3차 고노에 내각   | 1941년 7월 18일~1941년 10월 18일 |           |                   |
| 24대 | 기시 노부스케 (岸信介)           | 도조 내각           | 도조 내각           | 1941년 10월 18일~1943년 10월 8일 |           |                   |
| 25대 | 도조 히데키 (東條英機)           | 도조 내각           | 도조 내각           | 1943년 10월 8일~1943년 11월 1일  |           | 내각총리대신 겸임 |

### 군수대신
| 대수 | 이름                           | 내각                  | 내각                  | 임기                             | 소속 정당 | 비고              |
| ---- | ------------------------------ | --------------------- | --------------------- | -------------------------------- | --------- | ----------------- |
| 초대 | 도조 히데키 (東條英機)         | 도조 내각             | 도조 내각             | 1943년 11월 1일~1944년 7월 22일  |           | 내각총리대신 겸임 |
| 2대  | 후지와라 긴지로 (藤原銀次郎)   | 고이소 내각           | 고이소 내각           | 1944년 7월 22일~1944년 12월 19일 |           |                   |
| 3대  | 요시다 시게루 (吉田茂)         | 고이소 내각           | 고이소 내각           | 1944년 12월 19일~1945년 4월 7일  |           |                   |
| 4대  | 도요다 데이지로 (豊田貞次郎)   | 스즈키 간타로 내각    | 스즈키 간타로 내각    | 1945년 4월 7일~1945년 8월 7일    |           | 운수체신대신 겸임 |
| 5대  | 나카지마 치쿠헤이 (中島知久平) | 히가시쿠니노미야 내각 | 히가시쿠니노미야 내각 | 1945년 8월 7일~1945년 8월 26일   |           |                   |

### 농상대신
| 대수 | 이름                             | 내각                  | 내각                  | 임기                            | 소속 정당 | 비고 |
| ---- | -------------------------------- | --------------------- | --------------------- | ------------------------------- | --------- | ---- |
| 초대 | 야마자키 다쓰노스케 (山崎達之輔) | 도조 내각             | 도조 내각             | 1943년 11월 1일~1944년 2월 19일 |           |      |
| 2대  | 우치다 노부야 (内田信也)         | 도조 내각             | 도조 내각             | 1944년 2월 19일~1944년 7월 22일 |           |      |
| 3대  | 시마다 도시오 (島田俊雄)         | 스즈키 간타로 내각    | 스즈키 간타로 내각    | 1944년 7월 22일~1945년 4월 7일  |           |      |
| 4대  | 이시구로 다다아쓰 (石黒忠篤)     | 스즈키 간타로 내각    | 스즈키 간타로 내각    | 1945년 4월 7일~1945년 8월 17일  |           |      |
| 5대  | 센고쿠 고타로 (千石興太郎)       | 히가시쿠니노미야 내각 | 히가시쿠니노미야 내각 | 1945년 8월 17일~1945년 8월 26일 |           |      |

### 상공대신
| 대수      | 이름                             | 내각                  | 내각                  | 임기                              | 소속 정당 | 비고              |
| --------- | -------------------------------- | --------------------- | --------------------- | --------------------------------- | --------- | ----------------- |
| 26대      | 나카지마 치쿠헤이 (中島知久平)   | 히가시쿠니노미야 내각 | 히가시쿠니노미야 내각 | 1945년 8월 26일~1945년 10월 9일   |           |                   |
| 27대      | 오가사와라 산쿠로 (小笠原三九郎) | 시데하라 내각         | 시데하라 내각         | 1945년 10월 9일~1946년 5월 22일   |           |                   |
| 28대      | 호시지마 니로 (星島二郎)         | 제1차 요시다 내각     | 제1차 요시다 내각     | 1946년 5월 22일~1947년 1월 31일   |           |                   |
| 29대      | 이시이 미쓰지로 (石井光次郎)     | 제1차 요시다 내각     | 제1차 요시다 내각     | 1947년 1월 31일~1947년 5월 24일   |           |                   |
| 임시 대리 | 가타야마 데쓰 (片山哲)           | 가타야마 내각         | 가타야마 내각         | 1947년 5월 24일~1947년 6월 1일    |           | 내각총리대신 겸임 |
| 30대      | 미즈타니 초자부로 (水谷長三郎)   | 가타야마 내각         | 가타야마 내각         | 1947년 6월 1일~1948년 3월 10일    |           |                   |
| 31대      | 미즈타니 초자부로 (水谷長三郎)   | 아시다 내각           | 아시다 내각           | 1948년 3월 10일~1948년 10월 15일  |           |                   |
| 임시 대리 | 요시다 시게루 (吉田茂)           | 제2차 요시다 내각     | 제2차 요시다 내각     | 1948년 10월 15일~1948년 10월 19일 |           | 내각총리대신 겸임 |
| 32대      | 오야 신조 (大屋晋三)             | 제2차 요시다 내각     | 제2차 요시다 내각     | 1948년 10월 19일~1949년 2월 16일  |           | 대장대신 겸임     |
| 33대      | 이나가키 헤이타로 (稲垣平太郎)   | 제3차 요시다 내각     | 제3차 요시다 내각     | 1949년 2월 16일~1949년 5월 25일   |           |                   |

### 통상산업대신
| 대수      | 이름                               | 내각                       | 내각                                       | 임기                              | 소속 정당  | 비고              |
| --------- | ---------------------------------- | -------------------------- | ------------------------------------------ | --------------------------------- | ---------- | ----------------- |
| 초대      | 이나가키 헤이타로 (稲垣平太郎)     | 제3차 요시다 내각          | 제3차 요시다 내각                          | 1949년 5월 25일~1950년 2월 17일   | 민주당     |                   |
| 2대       | 이케다 하야토 (池田勇人)           | 제3차 요시다 내각          | 제3차 요시다 내각                          | 1950년 2월 17일~1950년 4월 11일   | 민주자유당 |                   |
| 3대       | 다카세 소타로 (高瀬荘太郎)         | 제3차 요시다 내각          | 제3차 요시다 내각                          | 1950년 4월 11일~1950년 5월 6일    | 녹풍회     |                   |
| 4대       | 다카세 소타로 (高瀬荘太郎)         | 제3차 요시다 내각          | 제3차 요시다 내각                          | 1950년 5월 6일~1950년 6월 28일    | 녹풍회     |                   |
| 5대       | 요코 시게미 (横尾龍)               |                            | 제3차 요시다 내각 제1차 개조내각           | 1950년 6월 28일~1951년 7월 4일    | 자유당     |                   |
| 6대       | 다카하시 류타로 (高橋龍太郎)       |                            | 제3차 요시다 내각 제2차 개조내각           | 1951년 7월 4일~1951년 12월 26일   | 녹풍회     |                   |
| 6대       | 다카하시 류타로 (高橋龍太郎)       |                            | 제3차 요시다 내각 제3차 개조내각           | 1951년 12월 26일~1952년 10월 30일 | 녹풍회     |                   |
| 7대       | 이케다 하야토 (池田勇人)           | 제4차 요시다 내각          | 제4차 요시다 내각                          | 1952년 10월 30일~1952년 11월 29일 | 자유당     |                   |
| 8대       | 오가사와라 산쿠로 (小笠原三九郎)   | 제4차 요시다 내각          | 제4차 요시다 내각                          | 1952년 11월 29일~1952년 12월 5일  | 자유당     |                   |
| 9대       | 오가사와라 산쿠로 (小笠原三九郎)   | 제4차 요시다 내각          | 제4차 요시다 내각                          | 1952년 12월 5일~1953년 5월 21일   | 자유당     |                   |
| 10대      | 오카노 기요히데 (岡野清豪)         | 제5차 요시다 내각          | 제5차 요시다 내각                          | 1953년 5월 21일~1954년 1월 9일    | 자유당     |                   |
| 11대      | 아이치 기이치 (愛知揆一)           | 제5차 요시다 내각          | 제5차 요시다 내각                          | 1954년 1월 9일~1954년 12월 10일   | 자유당     |                   |
| 12대      | 이시바시 단잔 (石橋湛山)           | 제1차 하토야마 이치로 내각 | 제1차 하토야마 이치로 내각                 | 1954년 12월 10일~1955년 3월 19일  | 자유민주당 |                   |
| 13대      | 이시바시 단잔 (石橋湛山)           | 제2차 하토야마 이치로 내각 | 제2차 하토야마 이치로 내각                 | 1955년 3월 19일~1955년 11월 22일  | 자유민주당 |                   |
| 14대      | 이시바시 단잔 (石橋湛山)           | 제3차 하토야마 이치로 내각 | 제3차 하토야마 이치로 내각                 | 1955년 11월 22일~1956년 12월 23일 | 자유민주당 |                   |
| 대리      | 이시바시 단잔 (石橋湛山)           | 이시바시 내각              | 이시바시 내각                              | 1956년 12월 23일~1956년 12월 23일 | 자유민주당 |                   |
| 15대      | 미즈타 미키오 (水田三喜男)         | 이시바시 내각              | 이시바시 내각                              | 1956년 12월 23일~1957년 2월 25일  | 자유민주당 |                   |
| 16대      | 미즈타 미키오 (水田三喜男)         | 제1차 기시 내각            | 제1차 기시 내각                            | 1957년 2월 25일~1957년 7월 10일   | 자유민주당 |                   |
| 17대      | 마에오 시게사부로 (前尾繁三郎)     |                            | 제1차 기시 내각 개조내각                   | 1957년 7월 10일~1958년 6월 12일   | 자유민주당 |                   |
| 18대      | 다카사키 다쓰노스케 (高碕達之助)   | 제2차 기시 내각            | 제2차 기시 내각                            | 1958년 6월 12일~1959년 6월 18일   | 자유민주당 |                   |
| 19대      | 이케다 하야토 (池田勇人)           |                            | 제2차 기시 내각 개조내각                   | 1959년 6월 18일~1960년 7월 19일   | 자유민주당 |                   |
| 20대      | 이시이 미쓰지로 (石井光次郎)       | 제1차 이케다 내각          | 제1차 이케다 내각                          | 1960년 7월 19일~1960년 12월 8일   | 자유민주당 |                   |
| 21대      | 시이나 에쓰사부로 (椎名悦三郎)     | 제2차 이케다 내각          | 제2차 이케다 내각                          | 1960년 12월 8일~1961년 7월 18일   | 자유민주당 |                   |
| 22대      | 사토 에이사쿠 (佐藤栄作)           |                            | 제2차 이케다 내각 제1차 개조내각           | 1961년 7월 18일~1962년 7월 18일   | 자유민주당 |                   |
| 23대      | 후쿠다 하지메 (福田一)             |                            | 제2차 이케다 내각 제2차 개조내각           | 1962년 7월 18일~1963년 7월 18일   | 자유민주당 |                   |
| 23대      | 후쿠다 하지메 (福田一)             |                            | 제2차 이케다 내각 제3차 개조내각           | 1963년 7월 18일~1963년 12월 9일   | 자유민주당 |                   |
| 24대      | 후쿠다 하지메 (福田一)             | 제3차 이케다 내각          | 제3차 이케다 내각                          | 1963년 12월 9일~1964년 7월 18일   | 자유민주당 |                   |
| 25대      | 사쿠라우치 요시오 (櫻内義雄)       |                            | 제3차 이케다 내각 개조내각                 | 1964년 7월 18일~1964년 11월 9일   | 자유민주당 |                   |
| 26대      | 사쿠라우치 요시오 (櫻内義雄)       | 제1차 사토 내각            | 제1차 사토 내각                            | 1964년 11월 9일~1965년 6월 3일    | 자유민주당 |                   |
| 27대      | 미키 다케오 (三木武夫)             |                            | 제1차 사토 내각 제1차 개조내각             | 1965년 6월 3일~1966년 8월 1일     | 자유민주당 |                   |
| 27대      | 미키 다케오 (三木武夫)             |                            | 제1차 사토 내각 제2차 개조내각             | 1966년 8월 1일~1966년 12월 3일    | 자유민주당 |                   |
| 28대      | 간노 와타로 (菅野和太郎)           |                            | 제1차 사토 내각 제3차 개조내각             | 1966년 12월 3일~1967년 2월 17일   | 자유민주당 |                   |
| 29대      | 간노 와타로 (菅野和太郎)           | 제2차 사토 내각            | 제2차 사토 내각                            | 1967년 2월 17일~1967년 11월 25일  | 자유민주당 |                   |
| 30대      | 시이나 에쓰사부로 (椎名悦三郎)     |                            | 제2차 사토 내각 제1차 개조내각             | 1967년 11월 25일~1968년 11월 30일 | 자유민주당 |                   |
| 31대      | 오히라 마사요시 (大平正芳)         |                            | 제2차 사토 내각 제2차 개조내각             | 1968년 11월 30일~1970년 1월 14일  | 자유민주당 |                   |
| 32대      | 미야자와 기이치 (宮澤喜一)         | 제3차 사토 내각            | 제3차 사토 내각                            | 1970년 1월 14일~1971년 7월 5일    | 자유민주당 |                   |
| 33대      | 다나카 가쿠에이 (田中角栄)         |                            | 제3차 사토 내각 개조내각                   | 1971년 7월 5일~1972년 7월 7일     | 자유민주당 |                   |
| 34대      | 나카소네 야스히로 (中曽根康弘)     | 제1차 다나카 가쿠에이 내각 | 제1차 다나카 가쿠에이 내각                 | 1972년 7월 7일~1972년 12월 22일   | 자유민주당 |                   |
| 35대      | 나카소네 야스히로 (中曽根康弘)     | 제2차 다나카 가쿠에이 내각 | 제2차 다나카 가쿠에이 내각                 | 1972년 12월 22일~1973년 11월 25일 | 자유민주당 |                   |
| 35대      | 나카소네 야스히로 (中曽根康弘)     |                            | 제2차 다나카 가쿠에이 내각 제1차 개조내각  | 1973년 11월 25일~1974년 11월 11일 | 자유민주당 |                   |
| 35대      | 나카소네 야스히로 (中曽根康弘)     |                            | 제2차 다나카 가쿠에이 내각 제2차 개조내각  | 1974년 11월 11일~1974년 12월 9일  | 자유민주당 |                   |
| 36대      | 고모토 도시오 (河本敏夫)           | 미키 내각                  | 미키 내각                                  | 1974년 12월 9일~1976년 9월 15일   | 자유민주당 |                   |
| 36대      | 고모토 도시오 (河本敏夫)           |                            | 미키 내각 개조내각                         | 1976년 9월 15일~1976년 12월 24일  | 자유민주당 |                   |
| 37대      | 다나카 다쓰오 (田中龍夫)           | 후쿠다 다케오 내각         | 후쿠다 다케오 내각                         | 1976년 12월 24일~1977년 11월 28일 | 자유민주당 |                   |
| 38대      | 고모토 도시오 (河本敏夫)           | 제1차 오히라 내각          | 제1차 오히라 내각                          | 1977년 11월 28일~1978년 12월 7일  | 자유민주당 |                   |
| 39대      | 에사키 마스미 (江崎真澄)           | 제1차 오히라 내각          | 제1차 오히라 내각                          | 1978년 12월 7일~1979년 11월 9일   | 자유민주당 |                   |
| 40대      | 사사키 요시타케 (佐々木義武)       | 제2차 오히라 내각          | 제2차 오히라 내각                          | 1979년 11월 9일~1980년 7월 17일   | 자유민주당 |                   |
| 41대      | 다나카 로쿠스케 (田中六助)         | 스즈키 젠코 내각           | 스즈키 젠코 내각                           | 1980년 7월 17일~1981년 11월 30일  | 자유민주당 |                   |
| 42대      | 아베 신타로 (安倍晋太郎)           |                            | 스즈키 젠코 내각 개조내각                  | 1981년 11월 30일~1982년 11월 27일 | 자유민주당 |                   |
| 43대      | 야마나카 사다노리 (山中貞則)       | 제1차 나카소네 내각        | 제1차 나카소네 내각                        | 1982년 11월 27일~1983년 6월 30일  | 자유민주당 |                   |
| 44대      | 우노 소스케 (宇野宗佑)             | 제1차 나카소네 내각        | 제1차 나카소네 내각                        | 1983년 6월 10일~1983년 12월 27일  | 자유민주당 |                   |
| 45대      | 오코노기 히코사부로 (小此木彦三郎) | 제2차 나카소네 내각        | 제2차 나카소네 내각                        | 1983년 12월 27일~1984년 11월 1일  | 자유민주당 |                   |
| 46대      | 무라타 게이지로 (村田敬次郎)       |                            | 제2차 나카소네 내각 제1차 개조내각         | 1984년 11월 1일~1985년 12월 28일  | 자유민주당 |                   |
| 47대      | 와타나베 미치오 (渡辺美智雄)       |                            | 제2차 나카소네 내각 제2차 개조내각         | 1985년 12월 28일~1986년 7월 22일  | 자유민주당 |                   |
| 48대      | 다무라 하지메 (田村元)             | 제3차 나카소네 내각        | 제3차 나카소네 내각                        | 1986년 7월 22일~1987년 11월 6일   | 자유민주당 |                   |
| 49대      | 다무라 하지메 (田村元)             | 다케시타 내각              | 다케시타 내각                              | 1987년 11월 6일~1988년 12월 27일  | 자유민주당 |                   |
| 50대      | 미쓰즈카 히로시 (三塚博)           |                            | 다케시타 내각 개조내각                     | 1988년 12월 27일~1989년 6월 3일   | 자유민주당 |                   |
| 51대      | 가지야마 세이로쿠 (梶山静六)       | 우노 내각                  | 우노 내각                                  | 1989년 6월 3일~1989년 8월 10일    | 자유민주당 |                   |
| 52대      | 마쓰나카 히카루 (松永光)           | 제1차 가이후 내각          | 제1차 가이후 내각                          | 1989년 8월 10일~1990년 2월 28일   | 자유민주당 |                   |
| 53대      | 무토 가분 (武藤嘉文)               | 제2차 가이후 내각          | 제2차 가이후 내각                          | 1990년 2월 28일~1990년 12월 29일  | 자유민주당 |                   |
| 54대      | 나카오 에이이치 (中尾栄一)         |                            | 제2차 가이후 내각 개조내각                 | 1990년 12월 29일~1991년 11월 5일  | 자유민주당 |                   |
| 55대      | 와타나베 고조 (渡部恒三)           | 미야자와 내각              | 미야자와 내각                              | 1991년 11월 5일~1992년 12월 12일  | 자유민주당 |                   |
| 56대      | 모리 요시로 (森喜朗)               |                            | 미야자와 내각 개조내각                     | 1992년 12월 12일~1993년 8월 9일   | 자유민주당 |                   |
| 57대      | 구마가이 히로시 (熊谷弘)           | 호소카와 내각              | 호소카와 내각                              | 1993년 8월 9일~1994년 4월 28일    | 신생당     |                   |
| 임시 대리 | 하타 쓰토무 (羽田孜)               | 하타 내각                  | 하타 내각                                  | 1994년 4월 28일~1994년 4월 28일   | 신생당     | 내각총리대신 겸임 |
| 58대      | 하타 에이지로 (畑英次郎)           | 하타 내각                  | 하타 내각                                  | 1994년 4월 28일~1994년 6월 30일   | 신생당     |                   |
| 59대      | 하시모토 류타로 (橋本龍太郎)       | 무라야마 내각              | 무라야마 내각                              | 1994년 6월 30일~1995년 8월 8일    | 자유민주당 |                   |
| 59대      | 하시모토 류타로 (橋本龍太郎)       |                            | 무라야마 내각 개조내각                     | 1995년 8월 8일~1996년 1월 11일    | 자유민주당 |                   |
| 60대      | 쓰카하라 슌페이 (塚原俊平)         | 제1차 하시모토 내각        | 제1차 하시모토 내각                        | 1996년 1월 11일~1996년 11월 7일   | 자유민주당 |                   |
| 61대      | 사토 신지 (佐藤信二)               | 제2차 하시모토 내각        | 제2차 하시모토 내각                        | 1996년 11월 7일~1997년 9월 11일   | 자유민주당 |                   |
| 62대      | 호리우치 미쓰오 (堀内光雄)         |                            | 제2차 하시모토 내각 개조내각               | 1997년 9월 11일~1998년 7월 30일   | 자유민주당 |                   |
| 63대      | 요사노 가오루 (与謝野馨)           | 오부치 내각                | 오부치 내각                                | 1998년 7월 30일~1999년 1월 14일   | 자유민주당 |                   |
| 63대      | 요사노 가오루 (与謝野馨)           |                            | 오부치 내각 제1차 개조내각                 | 1999년 1월 14일~1999년 10월 5일   | 자유민주당 |                   |
| 64대      | 후카야 다카시 (深谷隆司)           |                            | 오부치 내각 제2차 개조내각                 | 1999년 10월 5일~2000년 4월 5일    | 자유민주당 |                   |
| 65대      | 후카야 다카시 (深谷隆司)           | 제1차 모리 내각            | 제1차 모리 내각                            | 2000년 4월 5일~2000년 7월 4일     | 자유민주당 |                   |
| 66대      | 히라누마 다케오 (平沼赳夫)         | 제2차 모리 내각            | 제2차 모리 내각                            | 2000년 7월 4일~2000년 12월 5일    | 자유민주당 |                   |
| 66대      | 히라누마 다케오 (平沼赳夫)         |                            | 제2차 모리 내각 개조내각 (중앙성청개편 전) | 2000년 12월 5일~2001년 1월 6일    | 자유민주당 |                   |

### 경제산업대신(경제산업성)
27•28 대 하기우다 고이치
29 대 니시무라 야스토시
30 대 사이토 겐

## 같이 보기
- 일본 경제산업성
- 일본의 경제산업부대신